# Witold Tomczak
Witold Stanisław Tomczak (n. 5 aprilie 1957, Kępno, voievodatul Polonia Mare, Polonia – d. 11 martie 2025) a fost un om politic polonez, membru al Parlamentului European în perioada 2004-2009 din partea Poloniei.